# Arquidiocese de Boston
Arquidiocese de Boston (Archidioecesis Bostoniensis) é uma circunscrição eclesiástica da Igreja Católica em Boston, no estado de Massachusetts, Estados Unidos. Foi criada em 1808 pelo papa Pio VII e elevada a arquidiocese em 1875 pelo papa Pio IX. Seu atual arcebispo é o Richard Garth Henning que assumiu o governo da diocese em 2024. Sua sé episcopal é a Catedral de Santa Cruz.
Possui 292 paróquias e cerca de 46% da população jurisdicionada é batizada.

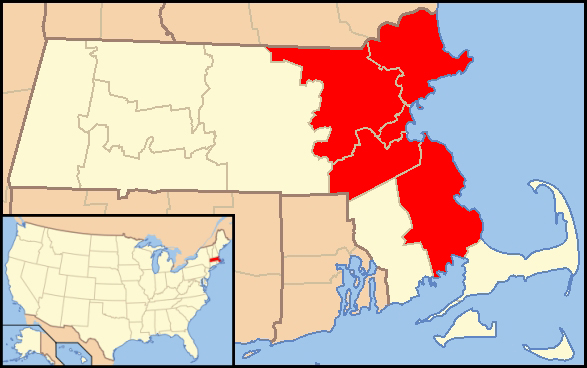
Área territorial da Arquidiocese de Boston

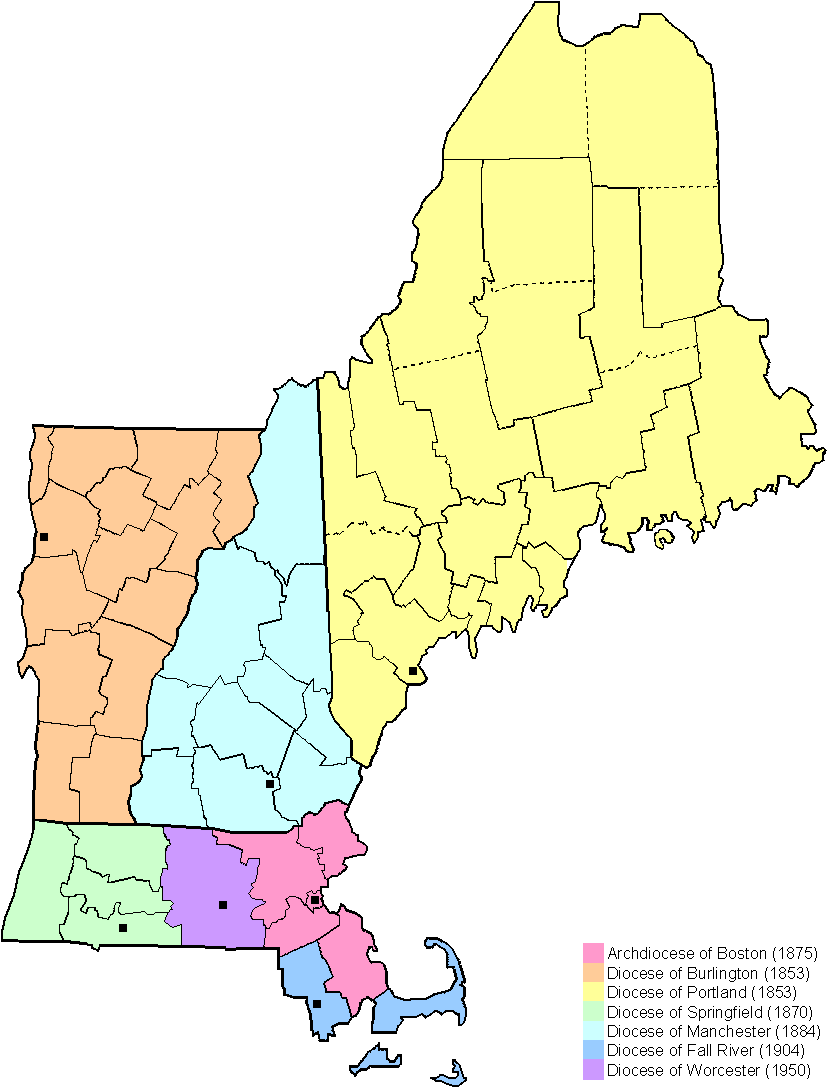
Província Eclesiástica de Boston

## História
A Diocese de Boston foi erigida canonicamente em 8 de abril de 1808 pelo Papa Pio VII a partir do território da Diocese de Baltimore e abrangia inicialmente os estados de Connecticut, Maine, Massachusetts, Nova Hampshire, Rhode Island e Vermont.
No século XIX, como o catolicismo cresceu exponencialmente na Nova Inglaterra, a Diocese de Boston foi desmembrada para originar novas dioceses: o Papa Gregório XVI, em 28 de novembro de 1843, erigiu a Diocese de Hartford, o Papa Pio IX erigiu as Diocese de Burlington e Portland em 29 de julho de 1853, a Diocese de Springfield em 14 de junho de 1870 e a Diocese de Providence em 16 de fevereiro de 1872. Em 12 de fevereiro de 1875, o Papa Pio IX elevou a diocese ao status de arquidiocese metropolitana.
No início do século XXI, a Arquidiocese sofreu várias denúncias de abuso sexual por parte do clero o que levou a saída do então arcebispo, Cardeal Bernard Francis Law em 13 de dezembro de 2002. Em setembro de 2003, a Arquidiocese teve que pagar 85 milhões de dólares às vítimas.

## Meios de Comunicação
A arquidiocese possui um jornal The Pilot publicado em Boston desde 1829. O Catholic Television Center, fundado em 1955, produz programas e opera a rede de televisão a cabo CatholicTV.

## Prelados
| #                        | Nome                                       | Período     | Notas                                     |
| Arcebispos               | Arcebispos                                 | Arcebispos  | Arcebispos                                |
| ------------------------ | ------------------------------------------ | ----------- | ----------------------------------------- |
| 7º                       | Richard Garth Henning                      | 2024-       | Atual                                     |
| 6º                       | Sean Patrick Cardeal O'Malley , O.F.M.Cap. | 2003-2024   | renunciou por limite de idade             |
| 5º                       | Bernard Francis Cardeal Law                | 1984-2002   | renunciou                                 |
| 4º                       | Humberto Cardeal Sousa Medeiros            | 1970-1983   |                                           |
| 3º                       | Richard James Cardeal Cushing              | 1944-1970   |                                           |
| 2º                       | William Henry Cardeal O'Connel             | 1907-1944   |                                           |
| 1º                       | John Joseph Williams                       | 1875-1907   |                                           |
| Arcebispo coadjutor      |                                            |             |                                           |
|                          | William Henry O'Connell                    | 1906-1907   |                                           |
| Bispos                   |                                            |             |                                           |
| 4º                       | John Joseph Williams                       | 1866 - 1875 | Elevado à Arcebispo                       |
| 3º                       | John Bernard Fitzpatrick                   | 1846 - 1866 |                                           |
| 2º                       | Benedict Joseph Fenwick S.J.               | 1825 - 1846 |                                           |
| 1º                       | Jean-Louis Lefebvre de Cheverus            | 1808 - 1823 | Nomeado Bispo de Montauban                |
| Bispos-coadjutores       |                                            |             |                                           |
|                          | John Bernard Fitzpatrick                   | 1843-1846   |                                           |
|                          | John Joseph Williams                       | 1866        |                                           |
| Bispos-auxiliares        |                                            |             |                                           |
|                          | Cristiano Guilherme Borro Barbosa          | 2023-atual  |                                           |
|                          | Robert Philip Reed                         | 2016-atual  |                                           |
|                          | Mark William O'Connell                     | 2016–atual  |                                           |
|                          | Robert Peter Deeley                        | 2012-2013   | Nomeado Bispo de Portland                 |
|                          | Arthur Leo Kennedy                         | 2010-2017   |                                           |
|                          | Peter John Uglietto                        | 2010-atual  |                                           |
|                          | Robert Francis Hennessey                   | 2006-atual  |                                           |
|                          | John Anthony Dooher                        | 2006–2018   |                                           |
|                          | Walter James Edyvean                       | 2001–2014   |                                           |
|                          | Richard Gerard Lennon                      | 2001-2006   | Nomeado Bispo de Cleveland                |
|                          | Richard Joseph Malone                      | 2000-2004   | Nomeado Bispo de Portland                 |
|                          | Emilio Simeón Allué Carcasona, S.D.B.      | 1996–2010   |                                           |
|                          | Francis Xavier Irwin                       | 1996–2009   |                                           |
|                          | William Francis Murphy                     | 1995–2001   | Nomeado Bispo de Rockville Center         |
|                          | John Brendan McCormack                     | 1995-1998   | Nomeado Bispo de Manchester               |
|                          | John Patrick Boles                         | 1992–2006   |                                           |
|                          | John Richard McNamara                      | 1992-1999   |                                           |
|                          | Roberto Octavio González Nieves , O.F.M.   | 1988–1995   | Nomeado Bispo-coadjutor de Corpus Christi |
|                          | Robert Joseph Banks                        | 1985-1990   | Nomeado Bispo de Green Bay                |
|                          | Alfred Clifton Hughes                      | 1981-1993   | Nomeado Bispo de Baton Rouge              |
|                          | Daniel Anthony Hart                        | 1976–1995   | Nomeado Bispo de Norwich                  |
|                          | John Michael D'Arcy                        | 1975-1985   | Nomeado Bispo de Fort Wayne-South Bend    |
|                          | John Joseph Mulcahy                        | 1974–1992   |                                           |
|                          | Thomas Vose Daily                          | 1974-1984   | Nomeado Bispo de Palm Beach               |
|                          | Joseph John Ruocco                         | 1974-1980   |                                           |
|                          | Lawrence Joseph Riley                      | 1971–1990   |                                           |
|                          | Joseph Francis Maguire                     | 1971–1976   | Nomeado Bispo-coadjutor de Springfield    |
|                          | Daniel Anthony Cronin                      | 1968–1970   | Nomeado Bispo de Fall River               |
|                          | Thomas Joseph Riley                        | 1971–1990   |                                           |
|                          | Jeremiah Francis Minihan                   | 1954–1973   |                                           |
|                          | Eric Francis MacKenzie                     | 1950–1969   |                                           |
|                          | Thomas Francis Markham                     | 1950–1952   |                                           |
|                          | John Joseph Wright                         | 1947-1950   | Nomeado Bispo de Worcester                |
|                          | Louis Francis Kelleher                     | 1945–1946   |                                           |
|                          | Richard James Cushing                      | 1939–1944   | Elevado a Arcebispo                       |
|                          | Francis Joseph Spellman                    | 1932–1939   | Nomeado Arcebispo de Nova Iorque          |
|                          | John Bertram Peterson                      | 1927-1932   | Nomeado Bispo de Manchester               |
|                          | Joseph Gaudentius Anderson                 | 1909–1927   |                                           |
|                          | John Brady                                 | 1891–1910   |                                           |
| Administrador apostólico |                                            |             |                                           |
|                          | Richard Gerard Lennon                      | 2002-2003   | Bispo auxiliar da mesma                   |

## Seminários
- Blessed John XXIII National Seminary
- St. John's Seminary
- Redemptoris Mater Archdiocesan Missionary Seminary